# Latarnia Isle Royale

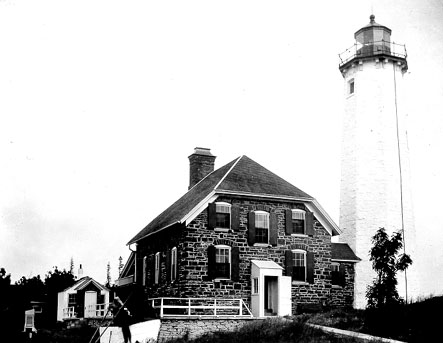
Archiwalne zdjęcie latarni (data nieznana)

Latarnia Isle Royale (ang. Isle Royale Light, też: Menagerie Island Light) – latarnia „morska” (w rzeczywistości śródlądowa) czwartego rzędu, jedna z czterech latarni, usytuowanych na obrzeżach wyspy Isle Royale na Jeziorze Górnym, w Stanach Zjednoczonych. Posiada 19-metrową, ośmiokątną, murowaną wieżę o podwójnych ścianach, z czarną latarnią i galerią. Została ukończona i uruchomiona w 1875 roku

## Położenie
Latarnia znajduje się na terenie stanu Michigan, w hrabstwie Keweenaw. Stoi na długiej, skalistej i poza tym bezludnej wyspie Menagerie Island, najbardziej na wschód wysuniętej z grupy wysepek, usytuowanych wzdłuż południowego brzegu Isle Royale, przy wejściu do zatoki Siskiwit. Dostępna jest tylko drogą wodną.

## Historia
Zainteresowanie wyspą Isle Royale w XIX w. wiązało się z występującymi na niej złożami rud miedzi. Drugi boom wydobywczy miedzi na Isle Royale rozpoczął się w 1873 roku, ponownie wprowadzając statki do skalistych portów wyspy. Ta fala przedsięwzięć górniczych legła u podstaw powstania drugiej latarni morskiej na wyspie – Isle Royale Lighthouse. Latarnia Isle Royale została zlokalizowana na wyspie Menagerie przy wejściu do zatoki Siskiwit, gdzie wydobycie prowadziła Island Mine Company. Na nową latarnię wydano zezwolenie w celu oświetlenia niebezpiecznego przejścia do zatoki. Została wybudowana i ukończona w 1875 roku jako obiekt United States Lighthouse Service. Oprócz kierowania statków do portu, latarnia morska Isle Royale ostrzegała również jednostki pływające po Jeziorze Górnym o istnieniu południowego brzegu wyspy.
W latarni stosowano pierwotnie palnik olejowy. Przed rokiem 1890 olej do lamp na prawie wszystkich amerykańskich latarniach był przechowywany w pomieszczeniach magazynowych, usytuowanych w budynkach mieszkalnych. W wyniku licznych pożarów, wywołanych wprowadzoną bardziej lotną naftą, na początku lat 90. XIX wieku podjęto ogólnosystemowy projekt budowy oddzielnych magazynów paliwa, oddalonych od części mieszkalnej. Być może ze względu na niską pozycję ważności, jaką zajmowała latarnia na Menagerie Island, wyspa była jedną z ostatnich stacji w tym rejonie, która została wyposażona w taki magazyn paliwa. W 1906 r. zbudowano betonowy budynek magazynowy, mieszczący 500 galonów paliwa.
Pod koniec pierwszej dekady nowego stulecia wszystkie kopalnie miedzi na Isle Royale zaprzestały działalności, a ruch morski na tym obszarze praktycznie zmalał do zera, więc aby obniżyć koszty eksploatacyjne w Detroit podjęto prace, zmierzające do zautomatyzowania latarni. W 1913 r. w latarni zainstalowano acetylenową instalację oświetleniową, wyposażoną w automatyczny system wyłączania w ciągu dnia (tzw. „zegar słoneczny”). Odpowiednio skonstruowany magazyn, usytuowany przy zewnętrznej ścianie budynku, zawierał trzy butle z acetylenem, co było wystarczającą ilością, aby utrzymać światło działające przez cały sezon bez uzupełniania. Wraz z automatyzacją ciągła obecność strażników na stacji nie była już konieczna. W 1914 r. latarnię opuścił John A. Malone, kończąc w ten sposób 38-letnie związki swej rodziny z Menagerie Island Light. Ostatni strażnik latarni, Charles Lewis, opuścił formalnie swój posterunek 12 grudnia 1919 r.
29 października 1915 r. nastąpiła zmiana w charakterystyce światła latarni, która dawała biały półsekundowy błysk co 5 sekund. Obsługa odwiedzała latarnię standardowo raz w roku celem uzupełnienia zbiorników acetylenu, częściej – jedynie w celu rozwiązywania problemów ze światłem, zgłaszanych przez marynarzy. W 1941 r. instalacja acetylenowa została zastąpiona elektrycznym systemem oświetleniowym, zasilanym bateryjnie z soczewką Fresnela. System ten został ostatecznie zdemontowany w 1993 roku i zastąpiony zasilanym energią słoneczną, 12-woltowym, 300-milimetrowym akrylowym układem optycznym Tidelands Signal Incorporated z automatyczną zmieniarką żarówek (Tidelands ML-300, stosowana powszechnie również w innych latarniach na Wielkich Jeziorach), który funkcjonuje do dziś, rzucając światło na odległość 8,7 mil morskich (16 km).
W 1983 r. latarnia została wpisana do Narodowego Rejestru Miejsc Historycznych (ang. National Register of Historic Places).

## Konstrukcja
Konstrukcja składa się z wysokiej na blisko 19 m wieży świetlnej i domu latarnika połączonego z nią zadaszonym przejściem, nakrytego dwuspadowym dachem z wydatnymi naczółkami.
Wieża świetlna to ośmiokątna konstrukcja zbudowana w systemie ścian szczelinowych (posiada podwójne ściany, rozdzielone przestrzenią powietrzną), co pozwala na dokładną wentylację murów wieży. System ten współpracuje z systemem wentylacji w attyce latarni. Wieża ma szesnaście stóp (ok. 4,9 m) średnicy u podstawy i dziesięć stóp i dziewięć cali (niespełna 3,3 m) średnicy na wysokości attyki. Jest zwieńczona żeliwną, dziesięcioboczną latarnią wpisaną w okrąg o średnicy siedmiu stóp. Ściana zewnętrzna wieży jest wymurowana z bloków czerwonego piaskowca, który był prawdopodobnie wydobywany w pobliżu Jacobsville na półwyspie Keweenau. Ściana wewnętrzna jest zbudowana z cegły z wewnętrzną warstwą tynku. Zewnętrzna ściana wieży, przenosząca obciążenie samej wieży oraz urządzeń latarni, ma czterdzieści cali grubości u podstawy i dziesięć cali grubości na attyce, oddzielona dwucalową przestrzenią powietrzną od ściany wewnętrznej, która podtrzymuje schody i ma osiem cali grubości u podstawy oraz dwa cale grubości na attyce.
Na szczyt wieży prowadzą segmentowe żeliwne i stalowe spiralne schody. Trzy okna z drewnianymi ramami, które są głęboko osadzone w wieży, zapewniają naturalne oświetlenie schodów w ciągu dnia. Najniższe okno posiada żaluzję z żeliwa i stali, która zapewnia ochronę przed uszkodzeniami powodowanymi przez fale. Na szczycie podestu znajduje się szafka służąca do przechowywania materiałów do czyszczenia systemu optycznego oraz innych, niezbędnych rzeczy. Laterna jest wykonana z żeliwa. Wnętrze dolnej części wyłożone jest boazerią z pionowych listew drewnianych. Żeliwna, piramidalna kopuła wyłożona jest od wewnątrz blachą cynkową. Do dachu przymocowana jest mała blaszana osłona obiektywu w kształcie stożka.
Siedziba strażnika latarni jest prostokątna, ma wymiary 28 na 45 stóp, z dwuspadowym dachem z wydatnymi naczółkami, pokrytym drewnianym gontem. Jest zbudowana z łamanego, czerwonego piaskowca. National Park Service zainstalował w 1986 r. nowy dach na budynku. Ceglany komin z ozdobną żeliwną nasadką przebija dach z galwanizowanym metalowym zwieńczeniem w narożnikach i na kalenicy. Mieszkanie ma osiem pokoi. Ponadto na pierwszym piętrze są cztery pomieszczenia, a na drugim jedno. W oknach zamontowano żelazne okiennice, aby chronić okna przed uderzeniami fal podczas silnych burz. Piwnica służyła jako magazyn. Na północno-wschodnim krańcu mieszkania znajduje się jednopiętrowe, zadaszone skrzydło kuchenne. Mieszkanie jest połączone z wieżą oświetleniową krótkim, zadaszonym przejściem.